# Morano Calabro
Morano Calabro (moransko Murenu [muˈrɛːnu]) je mesto in občina v pokrajini Cosenza v deželi Kalabrija v južni Italiji. Je ena od I Borghi più belli d'Italia (»Najlepše vasi Italije«).
To je bil rojstni kraj matematika Gaetana Scorze.

## Geografija
Morano Calabro leži približno 51 km severno od Cosenze v zgornjem toku reke Coscile na hribu v bližini masiva Pollino in južno od narodnega parka Pollino, blizu meje z Bazilikato. Teritorialna površina občine je enaka skupaj 116,25 km2 in je med 422 in 2226 m nadmorske višine, z višinskim razponom 1804 m.
Sosednje občine so Castrovillari, Mormanno, Rotonda (PZ), San Basile, Saracena in Viggianello (PZ).

## Zgodovina

### Antika
Latinski toponim Muranum se prvič pojavi na miljniku (mejnik, ki je označeval razdaljo 1000 korakov) iz 2. stoletja pr. n. št., v času Rimskega cesarstva.
V Lapis Pól·lae (od Gaj Asinij Pollio) je zaselek Muranum omenjen kot postaja Regio-Capuam (starorimska konzularna pot v regiji Capuan), bolj znana kot via Popilia-via Annia.
V Tabula Peutingeriana, ki jo je naredil nemški diplomat in humanist Konrad Peutinger (1465-1547), se mesto pojavlja pod imenom Summuranum.
Na vrhu hriba, kjer stoji Morano, so ruševine utrdbe še iz rimskih časov.

### Srednji vek
Okoli leta 1000 so Normani prispeli v Kalabrijo s Sicilije (in morda tudi s severa, po kopnem, čez ves italijanski polotok). V normanskem obdobju (1100-1200) je bilo na ruševinah rimske utrdbe zgrajeno prvotno jedro gradu, ki se danes imenuje Castelo Normanno ('normanski grad'), ki ga je UNESCO uvrstil na seznam za obnovo.
V srednjem veku je bil Morano fevd Apolonija Morana, sina Fasanelle in Antonella Fuscalda.
Med letoma 1515 in 1545 je Sanseverino di Bisignano (fevdalni gospod Morana) razširil normanski grad.
Leta 1614 je grad kupil princ Spinelli iz Scalee, njegova družina pa ga je imela v lasti do leta 1806.

### Sodobnost
Junija 1863 je bil z odlokom italijanskega kralja Viktorja Emanuela II. Moranu dodan pridevnik Cálabro ('kalabrijski'), da bi se razlikovalo od mesta Morano sul Po.
Izseljevanje v 19. stoletju, zaradi obubožanja regije zaradi odprtja Sueškega prekopa, leta 1869, s cenejšim uvozom, pa tudi po obeh svetovnih vojnah, je povzročilo, da se je število prebivalcev zmanjšalo za manj kot polovico.

## Zanimivosti
Obzorje Morana obvladujejo ruševine gradu, zgrajenega med normansko vladavino v zgodnjem srednjem veku. Kasneje so ga porušili in v 16. stoletju ponovno zgradili. Grad je bil nedavno v veliki meri obnovljen. Zdaj je dostopen in se lahko uporablja za dogodke. V Moranu so se naselili številni umetniki, ki so oživili delno zapuščeno mesto in so zaslužni za številne izvirne detajle v ozkih ulicah.
Cerkev San Bernadino sega v 15. stoletje in je del samostana. Samostan je bil ustanovljen leta 1452. V notranjosti so številne umetnine, kot je krilni oltar iz 15. stoletja.
Magdalenska cerkev (Collegiata della Maddalena) sega v bizantinsko dobo. Cerkev je bila zgrajena v baročnem slogu v 16. stoletju in prezidana konec 18. in v začetku 19. stoletja. V notranjosti si lahko ogleda slike Antonia Sarnellija in Francesca Lopeza.
Museo di Storia dell’Agricoltura e della Pastorizia prikazuje zbirko kmetijstva iz okolice Morano Calabra.